# Marie-Aimée Roger-Miclos

Marie-Aimée Roger-Miclos, từ một ấn phẩm năm 1903.

Marie-Aimée Roger-Miclos (1 tháng 5 năm 1860–19 tháng 5 năm 1951) là một nghệ sĩ dương cầm người Pháp.

## Thời niên thiếu
Marie-Aimée Miclos chào đời ở Toulouse, miền Nam nước Pháp. Cô theo học tại nhạc viện Conservatoire de Toulouse và nhạc viện Conservatoire de Paris, với Louise Aglaé-Massart và Henri Herz.

## Sự nghiệp
Một số nhà soạn nhạc dành riêng các tác phẩm của mình cho Roger-Miclos. Joseph O'Kelly soạn hẳn một tác phẩm piano cho Roger-Miclos vào năm 1884. Camille Saint-Saëns dành tặng một bản piano cho Roger-Miclos. Bản nhạc này được cô trình diễn lần đầu vào năm 1891.
Roger-Miclos chơi piano ở London vào năm 1890 và 1894. Cô cũng đến thăm các thành phố nói tiếng Đức vào năm 1893, 1894 và 1897, lưu diễn ở Hoa Kỳ và Canada trong giai đoạn 1902–1903. Một nhà quan sát từng nhận xét: "Cô ấy đến từ miền Nam nước Pháp, miền đất của lửa và đam mê, và là một nghệ sĩ có những phẩm chất thú vị, độc đáo, có cảm âm mạnh mẽ, cách đánh đàn tuyệt vời và sắc sảo, cách chơi của cô ấy ghi dấu ấn một cách chắc chắn, khiến cho sự quyến rũ tăng lên đến mức tài hoa". Nhà quan sát này cũng nói thêm: "Với tư cách một nghệ sĩ piano, cô ấy là một nhà ngoại giao của nghệ thuật." Năm 1905, cô đã ra mắt các bản thu âm cho các tác phẩm của Mendelssohn và Chopin.
Roger-Miclos dạy piano tại Nhạc viện Paris. Họa sĩ người Mỹ George Da Maduro Peixotto đã vẽ một bức chân dung của cô vào năm 1893. Cô cũng là đề tài cho nghệ sĩ Geneviève Granger thiết kế một chiếc huy chương. Chiếc huy chương này được trưng bày vào năm 1909.

## Đời tư
Marie-Aimée Roger-Miclos kết hôn hai lần. Người chồng đầu tiên của cô là một thanh tra đường sắt. Hai người kết hôn năm 1881 và ông qua đời năm 1887. Người chồng thứ hai của cô là nhạc sĩ Louis-Charles Battaille, con trai của Charles-Amable Battaille. Họ kết hôn năm 1905 và sống cùng nhau đến khi ông mất năm 1937. Roger-Miclos qua đời năm 1951 tại Paris, hưởng thọ 91 tuổi.